# Alex Lynn

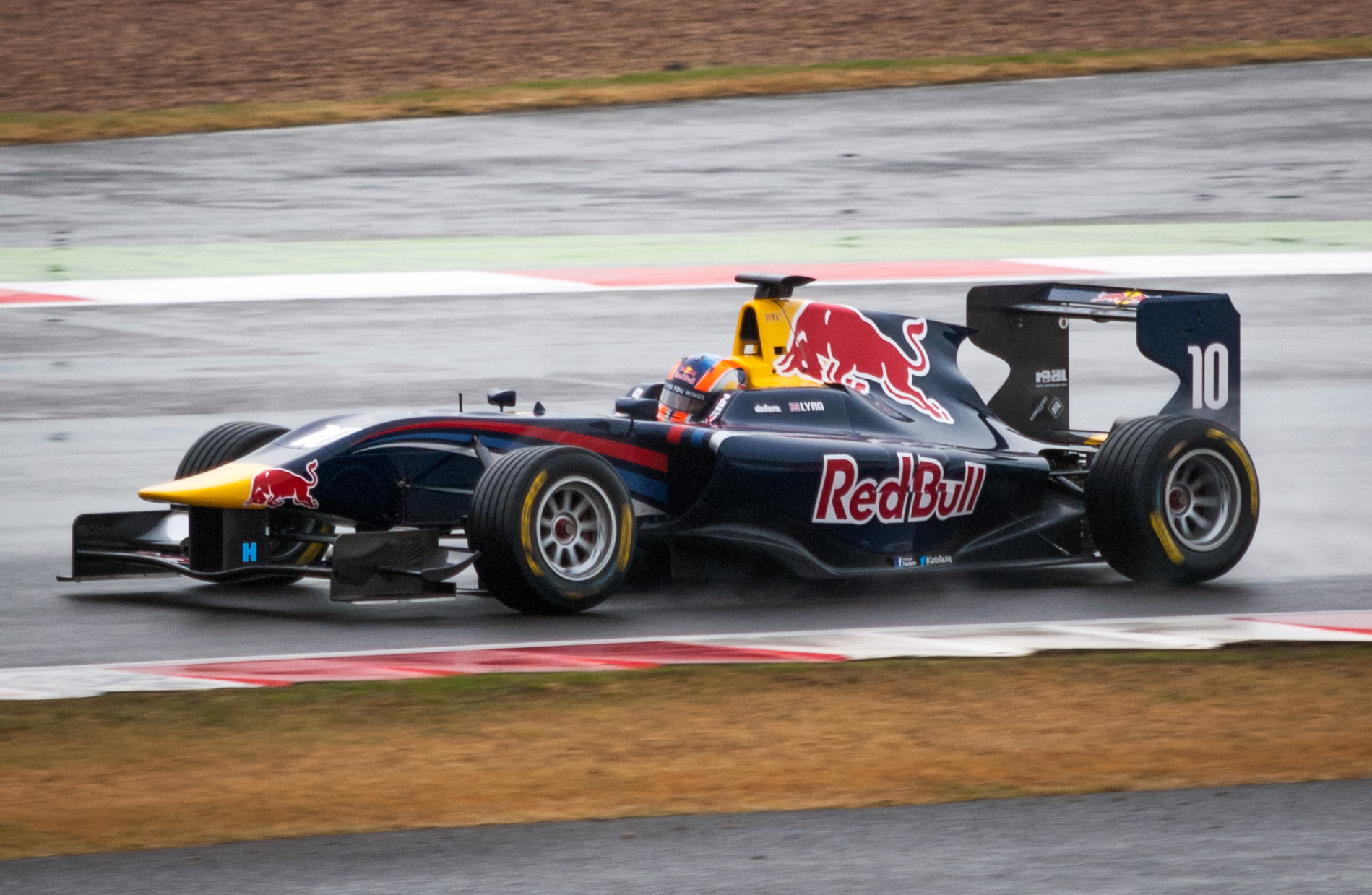
Lynn in der GP3-Serie in Silverstone 2014

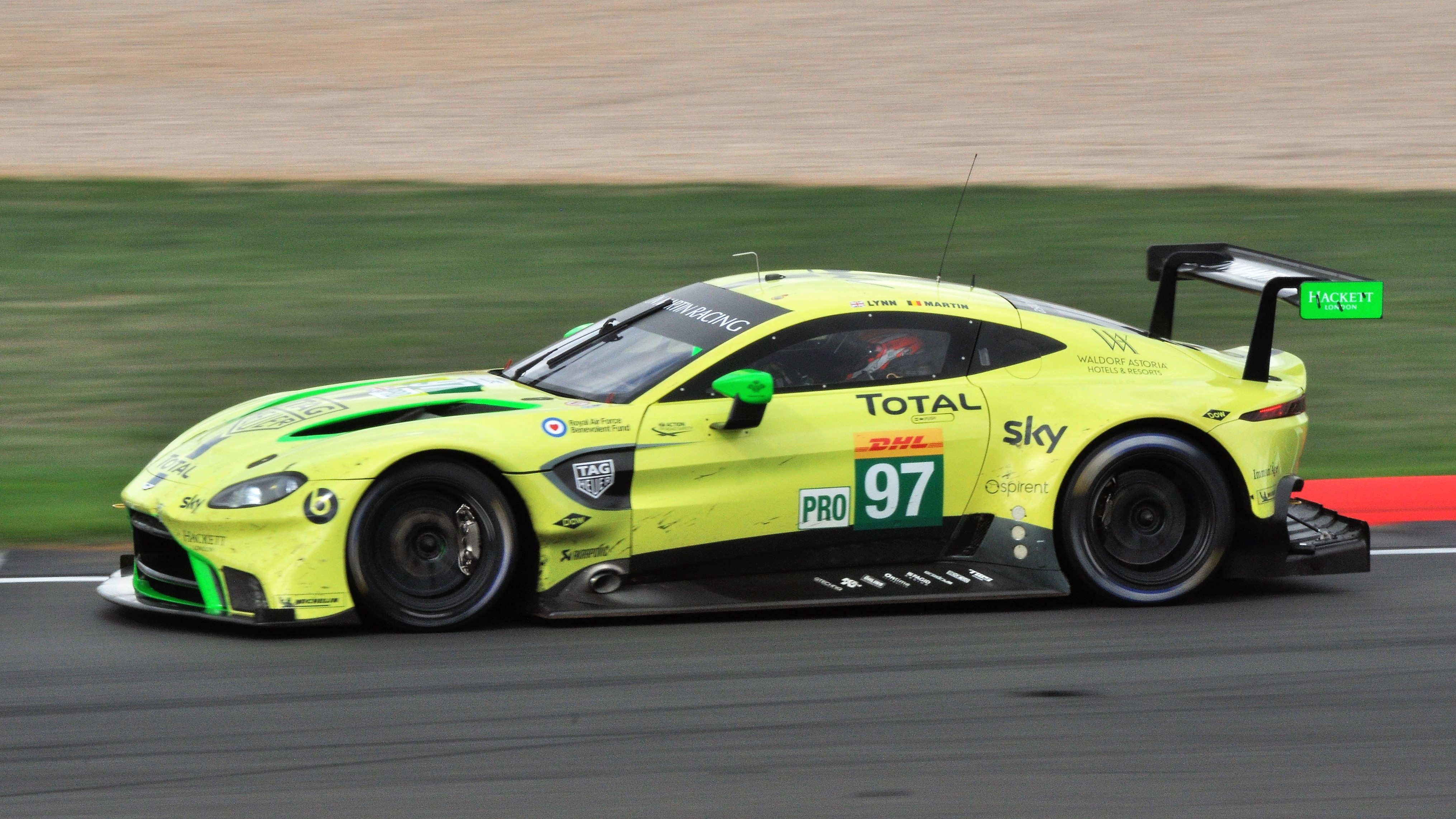
Alex Lynn im Aston Martin Vantage AMR beim 6-Stunden-Rennen von Silverstone 2018

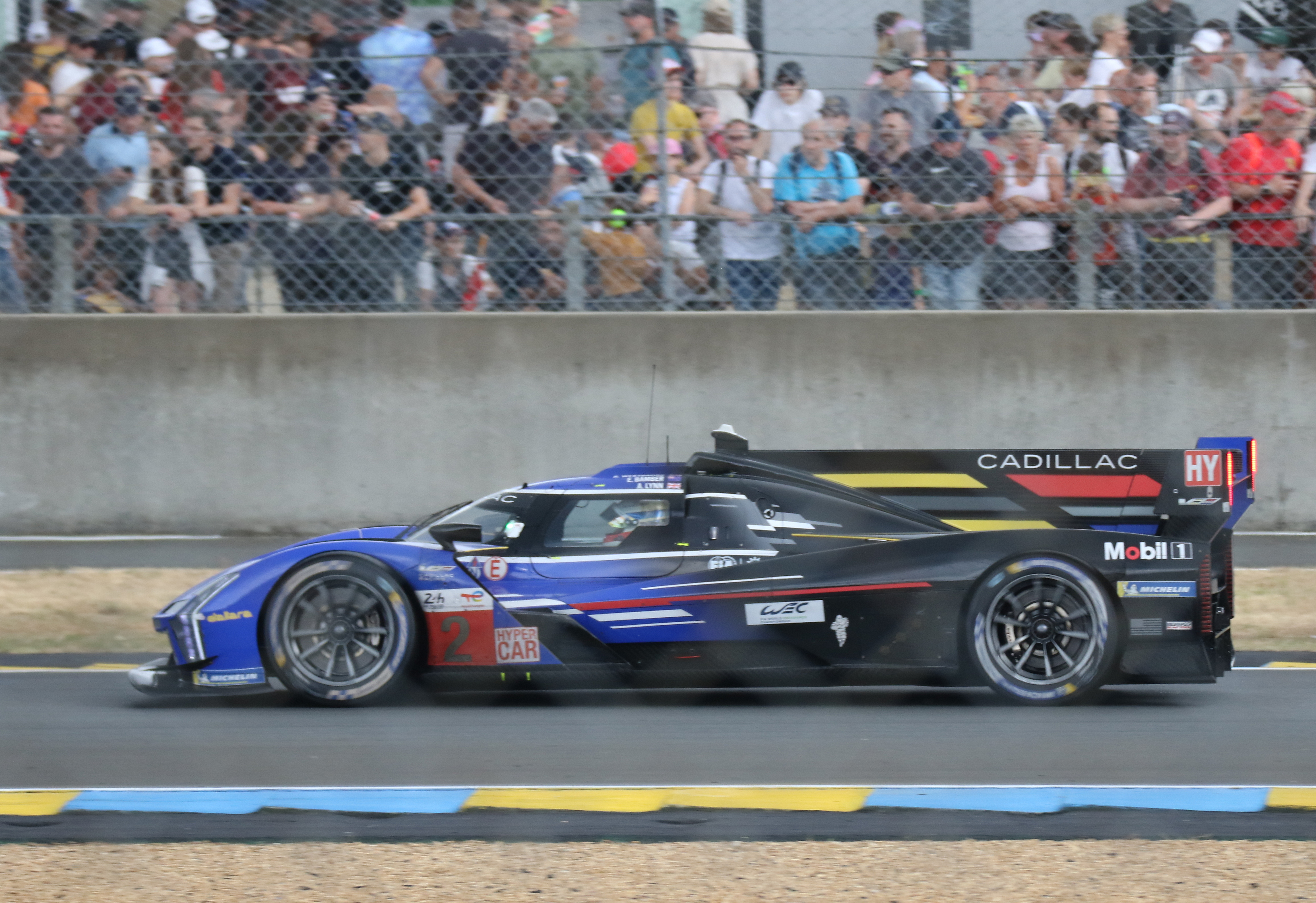
Der von Alex Lynn beim 24-Stunden-Rennen von Le Mans 2023 gefahrene Cadillac V-Series.R

Alexander George „Alex“ Lynn (* 17. September 1993 in London) ist ein britischer Automobilrennfahrer und der Sohn von Shaun Lynn. Er gewann 2013 das Formel-3-Rennen des Macau Grand Prix, 2014 entschied er die GP3-Serie für sich. Er trat 2015 und 2016 in der GP2-Serie an.

## Karriere
Lynn begann seine Motorsportkarriere 2005 im Kartsport, in dem er bis 2009 aktiv war. In diesem Jahr debütierte er zudem für Fortec Motorsport in der Winterserie der britischen Formel Renault, die er auf dem zehnten Platz beendete. 2010 trat Lynn mit Fortec Motorsport in der britischen Formel Renault an. Während sein Teamkollege Tom Blomqvist die Meisterschaft gewann, wurde Lynn mit einem dritten Platz als bestes Ergebnis Zehnter. Anschließend ging er erneut für Fortec in der Winterserie der britischen Formel Renault an den Start. Lynn gewann drei von sechs Rennen und wurde vor seinem Teamkollegen Joni Wiman Meister. 2011 begann Lynn die Saison für Giles Motorsport startend in der Toyota Racing Series, der höchsten Monoposto-Serie in Neuseeland. Er trat zu vier von fünf Veranstaltungen an und entschied ein Rennen für sich. Im Schlussklassement lag er auf dem neunten Platz, während sein Teamkollege Mitch Evans Meister wurde. Anschließend kehrte er zu Fortec Motorsport in die britische Formel Renault zurück. Lynn startete dominant in die Saison und erzielte in den ersten acht Rennen sieben Pole-Positions und Siege. Am Ende der Saison hatte er aus 20 Rennen 12 Siege, 14 Pole-Positions und 10 schnellste Runden vorzuweisen. Mit 521 Punkten gewann Lynn schließlich den Meistertitel vor seinem Teamkollegen Oliver Rowland, der mit 475 Punkten Vizemeister wurde. Außerdem trat Lynn zu vier Rennen des Formel Renault 2.0 Eurocups an. Dort erzielte er eine Pole-Position und einen zweiten Platz als bestes Ergebnis. In der Fahrerwertung wurde er 14.
Anfang 2012 nahm Lynn für das Team West-Tec an der Winterserie der European F3 Open teil. Anschließend ging er 2012 für Fortec Motorsport in der britischen Formel-3-Meisterschaft an den Start. Er gewann ein Rennen und wurde mit insgesamt neun Podest-Platzierung Gesamtvierter. Darüber hinaus absolvierte er für Fortec Motorsport sechs Gaststarts in der Formel-3-Euroserie und trat zum Macau Grand Prix an. Dort wurde er Dritter. Anfang 2013 nahm Lynn für M2 Competition an der Toyota Racing Series teil. Mit drei Siegen und insgesamt neun Podest-Platzierungen wurde er Vizemeister. Mit 803 zu 915 Punkten unterlag er seinem Teamkollegen Nick Cassidy. Anschließend ging Lynn 2013 für das Prema Powerteam in der europäischen Formel-3-Meisterschaft an den Start. Lynn gewann drei Rennen und fuhr insgesamt 14 mal aufs Podium. Lynn erreicht den dritten Platz im Gesamtklassement und unterlag damit seinem Teamkollegen Raffaele Marciello, der die Meisterschaft für sich entschied. Darüber hinaus gewann Lynn mit Prema 2013 den Macau Grand Prix und wurde Zweiter beim Formel-3-Masters.
2014 ging Lynn für Carlin in der GP3-Serie an den Start und wurde ins Förderprogramm von Red Bull aufgenommen. Bereits bei seinem GP3-Debütrennen in Barcelona erzielte er von der Pole-Position startend einen Sieg. Weitere Siege folgten in Spielberg und Spa-Francorchamps. Lynn führte die Meisterschaft durchgängig an und entschied sie schließlich mit insgesamt acht Podest-Platzierungen für sich. Nur zweimal kam er nicht in die Punkte. Mit 207 zu 163 Punkten lag er schließlich vor Dean Stoneman. Darüber hinaus nahm Lynn für Lotus erstmals an Formel-1-Testfahrten teil.
2015 wechselte Lynn zu DAMS in die GP2-Serie. Außerdem wurde Lynn bei Williams Formel-1-Entwicklungsfahrer. Infolgedessen gab Lynn bekannt, aus dem Förderprogramm von Red Bull ausgeschieden zu sein. Beim Sprintrennen in Barcelona erzielte er seinen ersten Sieg. In Mogyoród gewann er das Hauptrennen. Er schloss die Saison auf dem sechsten Gesamtrang ab. Er war punktgleich mit seinem Teamkollegen Pierre Gasly, der Gesamtachter war. 2016 blieb Lynn bei DAMS in der GP2-Serie. Er gewann in Barcelona, Hockenheim und auf der Yas-Insel. In der Meisterschaft erreichte er erneut den sechsten Platz. Mit 124 zu 23 Punkten setzte er sich dabei deutlich gegen seinen Teamkollegen Nicholas Latifi durch.
Nachdem er beim New York City ePrix 2017 als Ersatzfahrer bei DS Virgin in der FIA-Formel-E-Meisterschaft auf Anhieb die Pole-Position erzielt hatte, erhielt er für die Saison 2017/18 ein Stammcockpit bei DS Virgin. Er schloss die Saison mit einem sechsten Platz als bestes Resultat auf dem 16. Platz der Gesamtwertung ab.
Für die Saison 2018/19 erhielt er zunächst keinen Vertrag als Stammfahrer mehr. Ab dem Rom E-Prix ersetzte er dann Nelson Piquet jr. bei Jaguar Racing. Mit zehn Punkten belegte er am Saisonende den 18. Platz in der Fahrerwertung.

## Statistik

### Karrierestationen
| - 2005–2009: Kartsport - 2009: Britische Formel Renault, Winterserie (Platz 10) - 2010: Britische Formel Renault (Platz 10) - 2010: Britische Formel Renault, Winterserie (Meister) - 2011: Toyota Racing Series (Platz 9) - 2011: Britische Formel Renault (Meister) - 2011: Formel Renault 2.0 Eurocup (Platz 14) | - 2012: European F3 Open, Winterserie - 2012: Britische Formel 3 (Platz 4) - 2013: Toyota Racing Series (Platz 2) - 2013: Europäische Formel 3 (Platz 3) - 2014: GP3-Serie (Meister) - 2014: Formel 1 (Testfahrer) - 2015: GP2-Serie (Platz 6) | - 2015: Formel 1 (Testfahrer) - 2016: GP2-Serie (Platz 6) - 2016: Formel 1 (Testfahrer) - 2017: Formel E (Platz 23) - 2018: Formel E (Platz 16) |

### Einzelergebnisse in der europäischen Formel-3-Meisterschaft
| Jahr | Team            | Motor    | 1   | 2   | 3   | 4   | 5   | 6   | 7   | 8   | 9   | 10  | 11  | 12  | 13  | 14  | 15  | 16  | 17  | 18  | 19  | 20  | 21  | 22  | 23  | 24  | 25  | 26  | 27  | 28  | 29  | 30  | Punkte | Rang |
| ---- | --------------- | -------- | --- | --- | --- | --- | --- | --- | --- | --- | --- | --- | --- | --- | --- | --- | --- | --- | --- | --- | --- | --- | --- | --- | --- | --- | --- | --- | --- | --- | --- | --- | ------ | ---- |
| 2013 | Prema Powerteam | Mercedes | MON | MON | MON | SIL | SIL | SIL | HO1 | HO1 | HO1 | BRH | BRH | BRH | SPI | SPI | SPI | NOR | NOR | NOR | NÜR | NÜR | NÜR | ZAN | ZAN | ZAN | VAL | VAL | VAL | HO2 | HO2 | HO2 | 339,5  | 3.   |
| 2013 | Prema Powerteam | Mercedes | 8   | 6   | 3   | 2   | 6   | 3   | 15  | 7   | 6   | 1   | 2   | DNF | 7   | 12  | 8   | 3   | 1   | 3   | 14  | 7   | 6   | 3   | 2   | 3   | 3   | 1   | 4   | 4   | 2   | 8   | 339,5  | 3.   |

### Einzelergebnisse in der GP3-Serie
| Jahr | Team   | 1   | 2   | 3   | 4   | 5   | 6   | 7   | 8   | 9   | 10  | 11  | 12  | 13  | 14  | 15  | 16  | 17  | 18  | Punkte | Rang |
| ---- | ------ | --- | --- | --- | --- | --- | --- | --- | --- | --- | --- | --- | --- | --- | --- | --- | --- | --- | --- | ------ | ---- |
| 2014 | Carlin | ESP | ESP | AUT | AUT | GBR | GBR | GER | GER | HUN | HUN | BEL | BEL | ITA | ITA | RUS | RUS | UAE | UAE | 207    | 1.   |
| 2014 | Carlin | 1   | 18  | 1   | 20  | 2   | 6   | 2   | 3   | 4   | 4   | 8   | 1   | 6   | 2   | 7   | 5   | 5   | 2   | 207    | 1.   |

### Einzelergebnisse in der GP2-Serie
| Jahr | Team | 1   | 2   | 3   | 4   | 5   | 6   | 7   | 8   | 9   | 10  | 11  | 12  | 13  | 14  | 15  | 16  | 17  | 18  | 19  | 20  | 21  | 22  | Punkte | Rang |
| ---- | ---- | --- | --- | --- | --- | --- | --- | --- | --- | --- | --- | --- | --- | --- | --- | --- | --- | --- | --- | --- | --- | --- | --- | ------ | ---- |
| 2015 | DAMS | BRN | BRN | ESP | ESP | MON | MON | AUT | AUT | GBR | GBR | HUN | HUN | BEL | BEL | ITA | ITA | RUS | RUS | BRN | BRN | UAE | UAE | 110    | 6.   |
| 2015 | DAMS | 19  | 15  | 5   | 1   | 13  | 11  | 3   | 20  | 5   | 6   | 1   | 9   | 11  | 8   | DNF | 10  | DNF | 10  | 8   | 3   | 8   | C   | 110    | 6.   |
| 2016 | DAMS | ESP | ESP | MON | MON | AZE | AZE | AUT | AUT | GBR | GBR | HUN | HUN | GER | GER | BEL | BEL | ITA | ITA | MAS | MAS | UAE | UAE | 124    | 6.   |
| 2016 | DAMS | 6   | 1   | 4   | 5   | DNF | 9   | 11  | 3   | 16  | 14  | 12  | DNF | 7   | 1   | 3   | 10  | 12  | 5   | 4   | 12  | 8   | 1   | 124    | 6.   |

### Einzelergebnisse in der FIA-Formel-E-Meisterschaft
| Jahr    | Team                            | 1   | 2   | 3   | 4   | 5   | 6   | 7   | 8   | 9   | 10  | 11  | 12  | 13  | 14   | 15  | 16 | Punkte | Rang |
| ------- | ------------------------------- | --- | --- | --- | --- | --- | --- | --- | --- | --- | --- | --- | --- | --- | ---- | --- | -- | ------ | ---- |
| 2016/17 | DS Virgin Racing Formula E Team | HKG | MAR | BUE | MEX | MON | PAR | BER | BER | NYC | NYC | MTR | MTR |     |      |     |    | 3      | 23.  |
| 2016/17 | DS Virgin Racing Formula E Team |     |     |     |     |     |     |     |     | DNF | DNF |     |     |     |      |     |    | 3      | 23.  |
| 2017/18 | DS Virgin Racing Formula E Team | HKG | HKG | MAR | SAN | MEX | PUN | ROM | PAR | BER | ZÜR | NYC | NYC |     |      |     |    | 17     | 16.  |
| 2017/18 | DS Virgin Racing Formula E Team | 8   | 9   | 9   | DNF | 10  | 6   | DNF | 14  | 16  | 16  | DNF | 14  |     |      |     |    | 17     | 16.  |
| 2018/19 | Panasonic Jaguar Racing         | DIR | MAR | SAN | MEX | HKG | SAY | ROM | PAR | MCO | BER | BRN | NYC | NYC |      |     |    | 10     | 18.  |
| 2018/19 | Panasonic Jaguar Racing         |     |     |     |     |     |     | 12  | DNF | 8   | DNF | 7   | DNF | 16  |      |     |    | 10     | 18.  |
| 2019/20 | Mahindra Racing                 | DIR | DIR | SAN | MEX | MAR | BER | BER | BER | BER | BER | BER |     |     |      |     |    | 16     | 17.  |
| 2019/20 | Mahindra Racing                 |     |     |     |     |     | 12  | 11  | 17  | 9   | 5   | 8   |     |     |      |     |    | 16     | 17.  |
| 2020/21 | Mahindra Racing                 | DIR | DIR | ROM | ROM | VAL | VAL | MCO | PUE | PUE | NYC | NYC | LON | LON | BER  | BER |    | 78     | 12.  |
| 2020/21 | Mahindra Racing                 | DNF | DNF | 8   | 17  | DSQ | 3   | 9   | 10  | 6   | 11  | 9   | 3   | °1° | °20° | 13  |    | 78     | 12.  |

| Legende                      | Legende       | Legende                                                                 |
| Farbe                        | Abkürzung     | Bedeutung                                                               |
| ---------------------------- | ------------- | ----------------------------------------------------------------------- |
| Gold                         | —             | Sieger                                                                  |
| Silber                       | —             | 2. Platz                                                                |
| Bronze                       | —             | 3. Platz                                                                |
| Grün                         | —             | Platzierung in den Punkten                                              |
| Blau                         | —             | Klassifiziert außerhalb der Punkteränge                                 |
| Violett                      | DNF           | Rennen nicht beendet                                                    |
| Violett                      | NC            | nicht klassifiziert                                                     |
| Rot                          | DNQ           | nicht qualifiziert                                                      |
| Schwarz                      | DSQ           | disqualifiziert                                                         |
| Weiß                         | DNS           | nicht am Start                                                          |
| Weiß                         | WD            | zurückgezogen                                                           |
| Weiß                         | C             | Rennen abgesagt                                                         |
| Blanko                       |               | nicht teilgenommen                                                      |
| Blanko                       | DNP           | gemeldet, aber nicht teilgenommen                                       |
| Blanko                       | INJ           | verletzt oder krank                                                     |
| Blanko                       | EX            | ausgeschlossen                                                          |
| sonstige Formate und Zeichen | P/fett        | Pole-Position                                                           |
| sonstige Formate und Zeichen | kursiv        | Schnellste Rennrunde (ab 2017/18: Schnellste Rennrunde der ersten Zehn) |
| sonstige Formate und Zeichen | unterstrichen | Führender in der Gesamtwertung                                          |
| sonstige Formate und Zeichen | °             | FanBoost                                                                |
| sonstige Formate und Zeichen | *             | nicht im Ziel, aufgrund der zurückgelegten Distanz aber gewertet        |
| sonstige Formate und Zeichen | ( )           | Streichresultat                                                         |

### Le-Mans-Ergebnisse
| Jahr | Team                     | Fahrzeug                 | Teamkollege    | Teamkollege       | Platzierung             | Ausfallgrund |
| ---- | ------------------------ | ------------------------ | -------------- | ----------------- | ----------------------- | ------------ |
| 2017 | G-Drive Racing           | Oreca 07                 | Roman Russinow | Pierre Thiriet    | Ausfall                 | Unfall       |
| 2018 | Aston Martin Racing      | Aston Martin Vantage AMR | Maxime Martin  | Jonny Adam        | Rang 37                 |              |
| 2019 | Aston Martin Racing      | Aston Martin Vantage AMR | Maxime Martin  | Jonny Adam        | Rang 44                 |              |
| 2020 | Aston Martin Racing      | Aston Martin Vantage AMR | Maxime Martin  | Harry Tincknell   | Rang 20 und Klassensieg |              |
| 2021 | United Autosports        | Oreca 07                 | Paul di Resta  | Wayne Boyd        | Rang 9                  |              |
| 2022 | United Autosports        | Oreca 07                 | Oliver Jarvis  | Josh Pierson      | Rang 10                 |              |
| 2023 | Cadillac Racing          | Cadillac V-Series.R      | Earl Bamber    | Richard Westbrook | Rang 3                  |              |
| 2024 | Cadillac Racing          | Cadillac V-Series.R      | Earl Bamber    | Alex Palou        | Rang 7                  |              |
| 2025 | Cadillac Hertz Team Jota | Cadillac V-Series.R      | Norman Nato    | Will Stevens      | Rang 4                  |              |

### Sebring-Ergebnisse
| Jahr | Team                            | Fahrzeug         | Teamkollege   | Teamkollege  | Platzierung | Ausfallgrund |
| ---- | ------------------------------- | ---------------- | ------------- | ------------ | ----------- | ------------ |
| 2017 | Konica Minolta Cadillac DPi-V.R | Cadillac DPi-V.R | Jordan Taylor | Ricky Taylor | Gesamtsieg  |              |
| 2022 | Cadillac Racing                 | Cadillac DPi V.R | Earl Bamber   | Neel Jani    | Gesamtsieg  |              |

### Einzelergebnisse in der FIA-Langstrecken-Weltmeisterschaft
| Saison  | Team                | Rennwagen                | 1   | 2   | 3   | 4   | 5   | 6   | 7   | 8   | 9   |
| ------- | ------------------- | ------------------------ | --- | --- | --- | --- | --- | --- | --- | --- | --- |
| 2016    | Manor Racing        | Oreca 05                 | SIL | SPA | LEM | NÜR | MEX | AUS | FUJ | SHA | BAH |
| 2016    | Manor Racing        | Oreca 05                 |     |     |     |     |     |     | 29  | 16  | 18  |
| 2017    | G-Drive Racing      | Oreca 07                 | SIL | SPA | LEM | NÜR | MEX | AUS | FUJ | SHA | BAH |
| 2017    | G-Drive Racing      | Oreca 07                 | 8   | 7   | DNF |     | 8   | 12  |     |     |     |
| 2018/19 | Aston Martin Racing | Aston Martin Vantage AMR | SPA | LEM | SIL | FUJ | SHA | SEB | SPA | LEM |     |
| 2018/19 | Aston Martin Racing | Aston Martin Vantage AMR | 18  | 37  | 14  | 19  | 11  | 18  | 15  | 44  |     |
| 2019/20 | Aston Martin Racing | Aston Martin Vantage AMR | SIL | FUJ | SHA | BAH | AUS | SPA | LEM | BAH |     |
| 2019/20 | Aston Martin Racing | Aston Martin Vantage AMR | 15  | 15  | 16  | 15  | 16  | 11  | 20  | 11  |     |
| 2021    | United Autosports   | Oreca 07                 | SPA | POR | MON | LEM | BAH | BAH |     |     |     |
| 2021    | United Autosports   | Oreca 07                 | 9   |     |     |     |     |     |     |     |     |
| 2022    | United Autosports   | Oreca 07                 | SEB | SPA | LEM | MON | FUJ | BAH |     |     |     |
| 2022    | United Autosports   | Oreca 07                 |     | 8   | 10  | 8   | 9   | 6   |     |     |     |
| 2023    | Cadillac Racing     | Cadillac V-Series.R      | SEB | POR | SPA | LEM | MON | FUJ | BAH |     |     |
| 2023    | Cadillac Racing     | Cadillac V-Series.R      | 4   | 4   | 5   | 3   | 10  | 10  | 11  |     |     |
| 2024    | Cadillac Racing     | Cadillac V-Series.R      | KAT | IMO | SPA | LEM | SAO | AUS | FUJ | BAH |     |
| 2024    | Cadillac Racing     | Cadillac V-Series.R      | DNF | 10  | DNF | 7   | 13  | 4   | DNF | 6   |     |
| 2025    | Cadillac Jota       | Cadillac V-Series.R      | KAT | IMO | SPA | LEM | SAO | AUS | FUJ | BAH |     |
| 2025    | Cadillac Jota       | Cadillac V-Series.R      | 8   | 10  | 5   | 4   | 1   |     |     |     |     |